# Tubo de Ranque-Hilsch

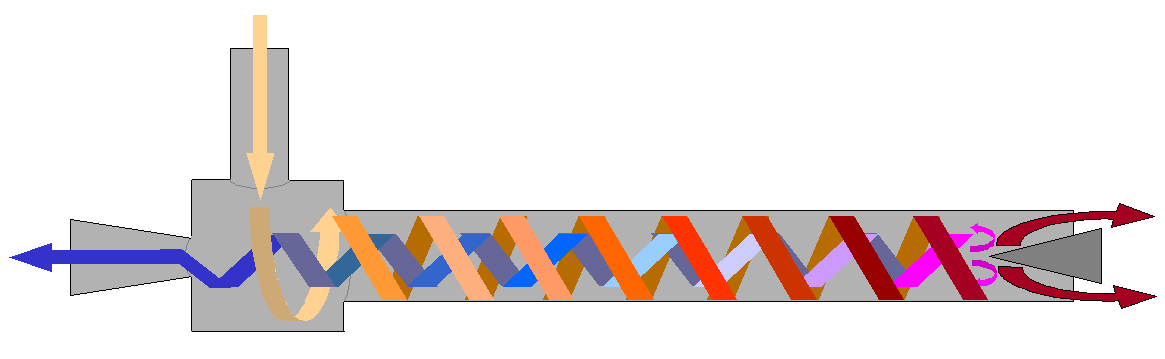
Separación de un gas comprimido en una corriente caliente.

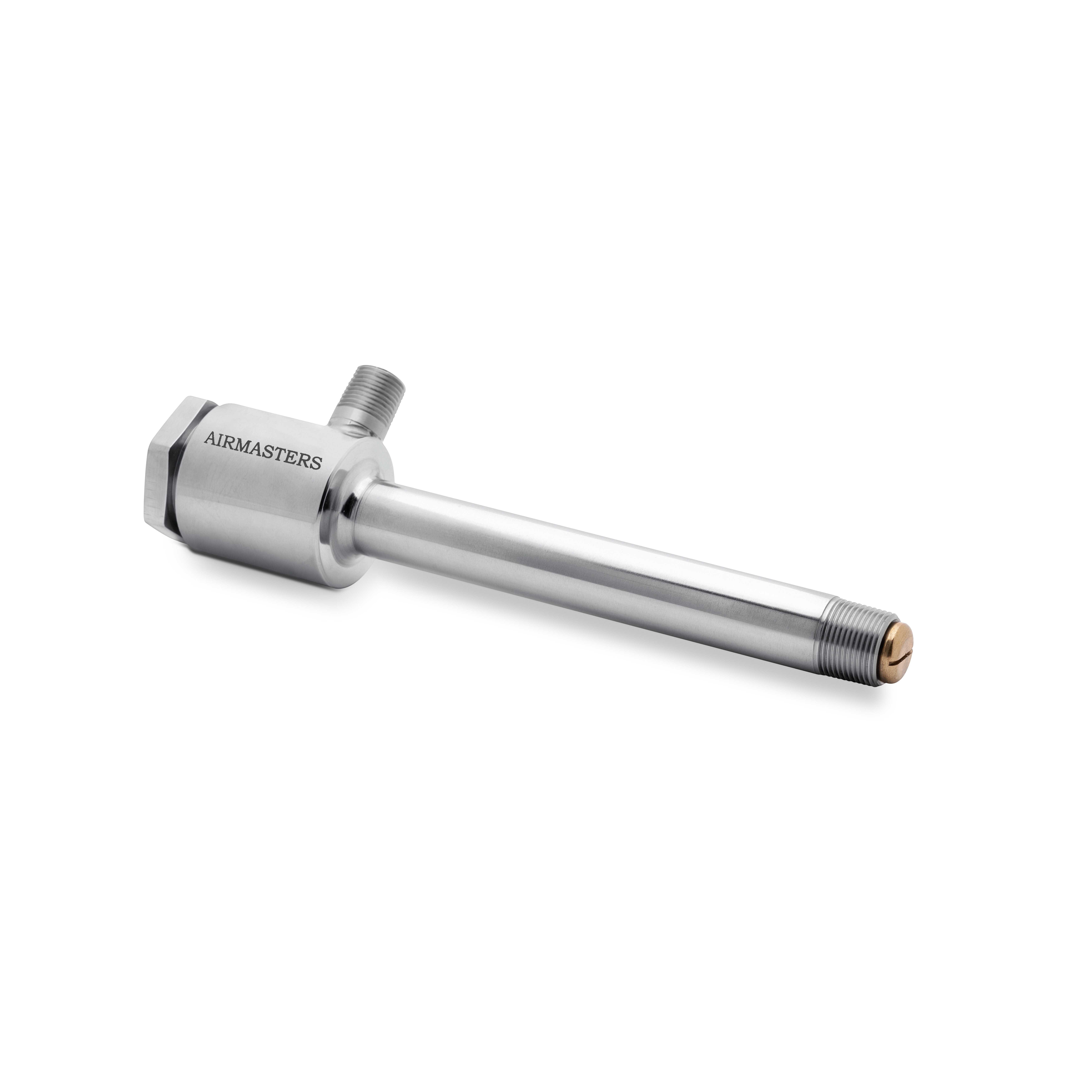

El tubo del vórtice de Ranque-Hilsch (también conocido como tubo de vortex) es una máquina de calor sin piezas móviles en su interior. El gas presurizado se inyecta en un compartimento especialmente diseñado. La forma interna del compartimento, combinada con la presión, acelera el gas a un alto índice de la rotación (sobre 1.000.000 RPM) debido a la tobera cónica que hay en su extremo. El gas está repartido en dos corrientes, una energía cinética que se transfiere a la otra, dando por resultado flujos separados de gases calientes y fríos.

## Historia
El tubo de vórtice fue inventado en 1933 por el físico francés Georges J. Ranque. El físico alemán Rudolf Hilsch mejoró el diseño y publicó un papel extensamente leído en 1945 acerca del dispositivo, que él llamó un Wirbelröhre (literalmente, tubo de vórtice).

## Características
Los tubos de vórtice tienen un rendimiento más bajo que el equipo estándar de aire acondicionado. Se utilizan comúnmente para enfriar sitios puntuales con bajo costo cuando el aire comprimido está disponible. Los modelos comerciales se diseñan para que en el uso industrial produzcan una caída de la temperatura de cerca de 80 °F (°C -45).

## Usos
Otro uso es el enriquecimiento de uranio. Sudáfrica utilizó tubos de vórtice en su proceso de separación del vórtice de Helikon.
Dave Williams, de Ingenieros sin Fronteras, ha propuesto usar los tubos de vórtice para hacer hielo en países del Tercer mundo. Aunque la técnica es ineficaz, Williams cree que podría conseguir resultados provechosos en áreas donde usar electricidad para producir hielo no es realmente una opción.
Estos dispositivos son:
1. accionados por aire comprimido, utilizando un tubo de vórtice para generar aire frío sin freón u otros refrigerantes (CFC/HCFC)
2. excepcionalmente fiables: ninguna pieza móvil que se pueda romper o gastar.
3. de bajo mantenimiento
4. menos eficientes que otros sistemas basados en refrigerante